# Dywłyn
Dywłyn (ukr. Дивлин) – przystanek kolejowy w rejonie korosteńskim, w obwodzie żytomierskim, na Ukrainie. Położony jest na linii Kijów – Korosteń – Sarny – Kowel, w oddaleniu od skupisk ludzkich. Najbliższą miejscowością jest Iwaniwka.
W okresie międzywojennym istniała w tym miejscu mijanka.